# Jura de Amor
"Jura de Amor" é uma canção do grupo de música pop brasileiro Dominó, incluída em seu álbum autointitulado de 1986.
Designada como segundo single promocional de Dominó, a faixa procede a bem-sucedida difusão radiofônica do single "Guerreiros", também do mesmo ano.
A autoria da música é atribuída a Mariano Perez e Edgard Poças, e a faixa consta como a segunda na lista de faixas do álbum de 1986.
Segundo o jornal Diário de Pernambuco a letra da música fala "da pura emoção dos amantes adolescentes num interessante jogo de palavras: Jura/Chama que ilumina o coração/Estrela mais pura/Pura emoção/Jura agora/Jura".
Em busca de maximizar sua recepção favorável, a gravadora CBS promoveu o lançamento de uma versão remixada e de caráter dançante em um formato de disco de vinil de 12 polegadas.
Durante os trabalhos de divulgação, o grupo a cantou em um número substancial de programas de TV, tais como o Globo de Ouro, da TV Globo, e o FM TV da Rede Manchete. Além disso, era cantada ao vivo nos shows da turnê que percorreu várias cidades brasileiras.
De acordo com diversos veículos de imprensa, a canção obteve grande sucesso nas rádios do Brasil. O jornal Luta Democrática informou que a canção chegou a alcançar o 3º lugar em rádios do Rio de Janeiro e São Paulo.
Posteriormente, a música foi incluída na compilação Hits, que reunia os maiores sucessos dos quatro primeiros álbuns de estúdio do Dominó.

## Lista de faixas
- Créditos adaptados do single de "Jura de Amor".[19]

### Single 12"
Lado A
| N.º | Título       | Compositor(es)              | Duração |  |
| 1.  | "Guerreiros" | Mariano Pérez, Edgard Poças |         |  |

Lado B
| N.º | Título       | Compositor(es)              | Duração |  |
| 1.  | "Guerreiros" | Mariano Pérez, Edgard Poças |         |  |